# Matizhai (sockenhuvudort i Kina, Hunan Sheng, lat 29,17, long 109,63)
Matizhai (kinesiska: 马蹄寨, 农车乡) är en sockenhuvudort i Kina. Den ligger i provinsen Hunan, i den södra delen av landet, omkring 340 kilometer väster om provinshuvudstaden Changsha. Antalet invånare är 9 204. Befolkningen består av 4 511 kvinnor och 4 693 män. Barn under 15 år utgör 20,0 %, vuxna 15-64 år 68 %, och äldre över 65 år 11,0 %.
Runt Matizhai är det ganska tätbefolkat, med 116 invånare per kvadratkilometer. Närmaste större samhälle är Hongyanxi, 12,6 km norr om Matizhai. I omgivningarna runt Matizhai växer huvudsakligen savannskog.
Genomsnittlig årsnederbörd är 1 711 millimeter. Den regnigaste månaden är maj, med i genomsnitt 288 mm nederbörd, och den torraste är december, med 22 mm nederbörd.